# 钦防铁路
钦防铁路，又称钦防高速铁路，是中国广西壮族自治区境内连接钦州市和防城港市的一条高速鐵路，是广西沿海高速铁路的组成部分之一。

## 简介
钦防铁路从钦州北引出，止於防城港，为国铁Ⅰ级双线電氣化鐵路，设计时速250公里/小时（防城港北至防城港为120公里/小时）。线路正线全长62.6公里，其中钦州北经钦州至防城港北段新建双线52.1公里，防城港北至防城港并行既有线增建二线10.5公里。於2009年6月23日宣布开工建设，2013年12月30日开通运营。
全线设钦州、茅岭南、防城港北和防城港共4个车站，以货运为主，客货共线。

## 主要技术指标
- 铁路等级：国铁Ⅰ级
- 正线数目：双线
- 旅客列车设计行车速度：250 km/h
- 最小曲线半径：4500 m
- 限制坡度：6‰
- 牵引种类：电力牵引
- 牵引质量：4000t
- 到发线有效长度：850 m
- 桥隧比例：32.6%
- 闭塞类型：自动闭塞
- 列控方式：CTCS-2